# Cepelos (Vale de Cambra)
Cepelos is een plaats (freguesia) in de Portugese gemeente Vale de Cambra en telt 1587 inwoners (2001).